# 寒川道夫

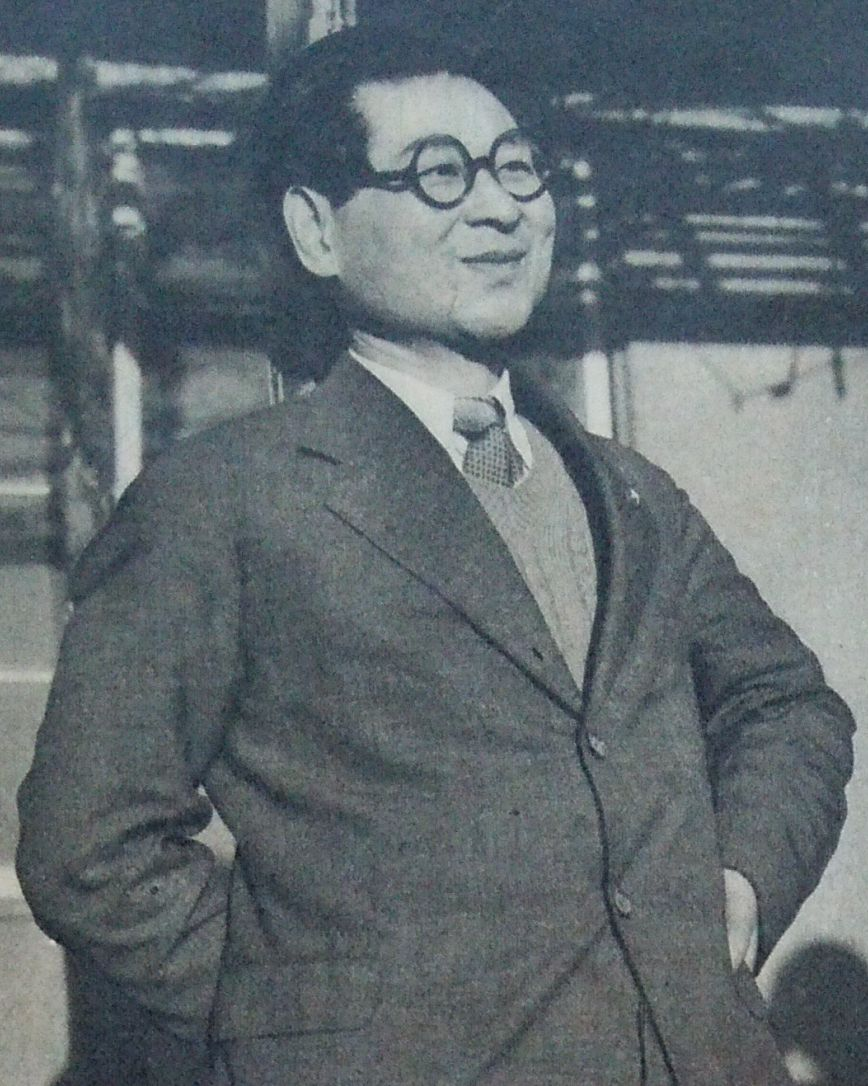
1953年

寒川 道夫（さがわ みちお、1910年2月25日 - 1977年8月17日）は、日本の教育者、児童文学作家。

## 略歴
新潟県中蒲原郡新津町（現・新潟市秋葉区）に教育者の長男として生まれた。1921年三島郡大河津村（現・長岡市）五社小学校卒。1926年長岡中学校（現・新潟県立長岡高等学校）卒。1927年古志郡田井尋常高等小学校（現・見附市立田井小学校））の代用教員になる。1930年高田師範学校卒。同年古志郡一之貝小学校（栃尾市立一之貝小学校(廃校)）、1932年同郡村立黒条尋常小学校（現・長岡市立黒条小学校）の教師となり、生活綴方運動に参加。詩集『山芋』の作者の大関松三郎を指導した。
1941年治安維持法違反（生活綴方事件）で2年間獄中生活を送り教職を追われた。名古屋での工員生活を経て、1948年教職復帰。東京の明星学園小学校に勤務する傍ら、児童文学作品を発表。同校理事、校長、事務局長を経て1970年退職。
1975年三鷹市長選に立候補するも落選。

## 著書
- 『母と教師のための作文教室 小学一年生』（文化研究社） 1952
- 『文字とことばの教室 6年生』（三十書房） 1955
- 『書くこと 国語と文学の教室』（福村書店） 1956
- 『きょうだいがっこう』（青葉書房、学級図書館 1年） 1957
- 『ねずみのおすもう』（川崎春彦絵、青葉書房、学級図書館 1年） 1957
- 『みんないっしょ』（青葉書房、学級図書館） 1958
- 『国語の新しい授業』（明治図書出版、新しい授業叢書） 1960
- 『文字とことばの力をのばす 6年生』（盛光社） 1966
- 『五色のしか』（鈴木義治絵、国土社、絵本むかしばなし） 1976
- 『人間教師として生きる』（新評論） 1978
- 『児童詩教育論』（あゆみ出版、あゆみ教育学叢書） 1979
- 『文学教育論』（あゆみ出版、あゆみ教育学叢書 ） 1979

## 共編著
- 『山芋 児童詩指導記録とその作品 大関松三郎詩集』（百合出版） 1951、のち講談社文庫
- 『お父さんを生かしたい 平和を叫ぶ子らの訴え』（編、青銅社） 1952
- 『ぎんやんま 小学生の詩集』（筑摩書房、小学生全集） 1955
- 『わたしたちのことばと文字』（大久保忠利共編著、アルス、日本児童文庫） 1955
- 『子どもをのばす生活綴方』（東井義雄, 佐古田好一共著、明治図書出版、教師の仕事） 1957
- 『生活綴方的教育方法の発展』（大田尭共編、明治図書出版） 1957
- 『生活指導問題講座』（宮坂哲文, 春田正治共編、明治図書出版） 1958
- 『作文の見かた育てかた』（編著、明治図書出版） 1961
- 『日本児童詩集』（江口季好共編、太平出版社） 1971
- 『いばらの道をふみこえて 治安維持法と教育』（大槻健, 井野川潔共編、民衆社） 1976

## 論文
- 「農村文化指導出発書」（『教育科学研究』第2巻10号） 1940

## 受賞
- 日本児童文学者協会新人賞（1952）『鷹の子』さがわみちお名義

## 関連書籍
- 『『山芋』の真実 寒川道夫の教育実践を再検討する』（太郎良信、教育史科出版会） 1996